# كين فيتزباتريك (مدرب رياضي)
كين فيتزباتريك (بالإنجليزية: Keene Fitzpatrick)‏ هو مدرب رياضي أمريكي، ولد في 25 ديسمبر 1864 في ناتيك في الولايات المتحدة، وتوفي في 22 مايو 1944 في برينستون في الولايات المتحدة.